# Irish Cove
Irish Cove est une petite communauté canadienne du comté de Richmond sur l'île du Cap-Breton (Nouvelle-Écosse).